# Rudy Gestede
Rudy Gestede (* 10. Oktober 1988 in Essey-lès-Nancy) ist ein beninisch-französischer ehemaliger Fußballspieler.

## Karriere

### Verein
Rudy Gestede, der einen Großvater aus den Vereinigten Staaten und einen Elternteil aus Benin hat, spielte bereits in der Jugend beim FC Metz. 2007 wurde er in den Kader der Profimannschaft aufgenommen. Sein Profidebüt gab er am 1. Dezember 2007, als er am 16. Spieltag der Ligue 1, gegen den AJ Auxerre (0:1), in der 65. Minute für Pascal Delhommeau eingewechselt wurde. Bis zum Ende der Saison 2007/08, wo gar der Abstieg in die Ligue 2 feststand, kam Gestede auf weitere zehn Einsätze. In der Ligue 2 kämpften Gestede mit Metz um den direkten Wiederaufstieg in die Ligue 1. Gestede kam in jener Saison nur auf fünf Einsätze. In der Saison 2009/10 wurde der Offensivakteur an die AS Cannes verliehen. In der Saison 2010/11 kehrte er dann nach Metz zurück. 
Nach elf Einsätzen, in denen er die ersten drei Treffer seiner Karriere erzielt hatte, wechselte Gestede zur Saison 2011/12 zu Cardiff City in die zweite englische Liga. Mit dem Klub stieg er in der Spielzeit 2012/13 in die Premier League auf. Nach dieser Spielzeit wechselte er zu den Blackburn Rovers. Zur Saison 2015/16 wechselte er in die Premier League zu Aston Villa. Am Saisonende musste er mit Villa absteigen und blieb dem Klub auch in der EFL Championship treu. In der Spielzeit 2016/17 wurde er zumeist eingewechselt. Anfang 2017 holte ihn der abstiegsbedrohte Premier-League-Klub FC Middlesbrough. Auch mit Middlesbrough stieg er am Saisonende ab. Nach drei Jahren bei Middlesbrough und vier Monaten ohne Verein unterschrieb er einen Vertrag beim australischen Erstligisten Melbourne Victory.